# Perconia reducta
Perconia reducta là một loài bướm đêm trong họ Geometridae.